# Georgi Dimitrov
Georgi Dimitrov Mihajlov (bolgarsko Георги Димитров Михайлов; v Sovjetski zvezi in Kominterni znan tudi kot Georgij Mihajlovič Dimitrov, rusko Георгий Михайлович Димитров), bolgarski sindikalist in politik, * 18. junij 1882, Kovačevci, Pernik, Bolgarija, † 2. julij 1949, sanatorij Barviha, Rusija.
Bil je generalni sekretar Kominterne (1934-43), vodja Bolgarske komunistične partije in po vojni tudi predsednik vlade Ljudske republike Bolgarije (1946-49).
Po njem so mdr. imenovana mesta oz. naselja v Bolgariji, Srbiji in Rusiji (Dimitrovgrad oziroma Dimitrovo, kakor se je 1949-62 imenoval bolgarski Pernik)

## Življenjepis
Materialno je podprl in pomagal organizirati poskus vojaškega upora v Mariboru leta 1932. Prav tako naj bi imel odločilen vpliv na postavitev Josipa Broza (Tita) na vodilno mesto v Komunistični partiji Jugoslavije v poznih 30. letih 20. stoletja.